# Chilehaus
Chilehaus (em alemão: 'Casa do Chile') é um edifício de escritórios localizado na cidade portuária de Hamburgo, Alemanha.
É um exemplo arquitetônico do movimento conhecido como expressionismo em ladrilho dos anos 1920. Foi construído sobre uma superfície de 5950 m², tem 10 andares e 36 000 m² construídos.
O Chilehaus foi desenhado pelo arquiteto alemão Fritz Höger e construído entre 1922 e 1924. Foi patrocinado pelo magnata inglês Henry Brarens Sloman, que fez fortuna comercializando salitre chileno, daí o nome Chilehaus.

## Desenho
O Chilehaus é famoso por seu ápice, que lembra a proa de um barco e por suas fachadas que se unem em um ângulo muito agudo na esquinas das ruas Pumpen e Niedernstrasse. A melhor visão do edifício obtem-se de leste. Seus elementos acentuados verticais e a posição recolhida dos pisos superiores, assim como a fachada curva na rua Pumpen, dão ao edifício um toque de ligeireza, apesar de seu enorme tamanho.
O edifício tem uma estrutura de concreto armado e em sua construção foram usados 4.8 milhões de ladrilhos escuros Oldenburg. Devido a sua construção ser em um terreno difícil, construíram-se estacas de concreto armado reforçado de 16 metros de profundidade para conseguir estabilidade. Pelo terreno ser próximo ao Rio Elba, construíram-se sótãos especialmente selados e os equipamentos de calefação ficaram em um poço de cimentação, que pode flutuar dentro do edifício, evitando desta maneira danos ao maquinário em caso de inundações.
Os elementos estruturais das escadas e na fachada foram feitos pelo escultor alemão Richard Kuöhl.

## UNESCO
A UNESCO inscreveu Speicherstadt, Kontorhausviertel e Chilehaus, em Hamburgo como Patrimônio Mundial por "exemplificar os efeitos do crescimento rápido no comércio internacional no final do Século XIX e início do Século XX"

Detalhes do edifício
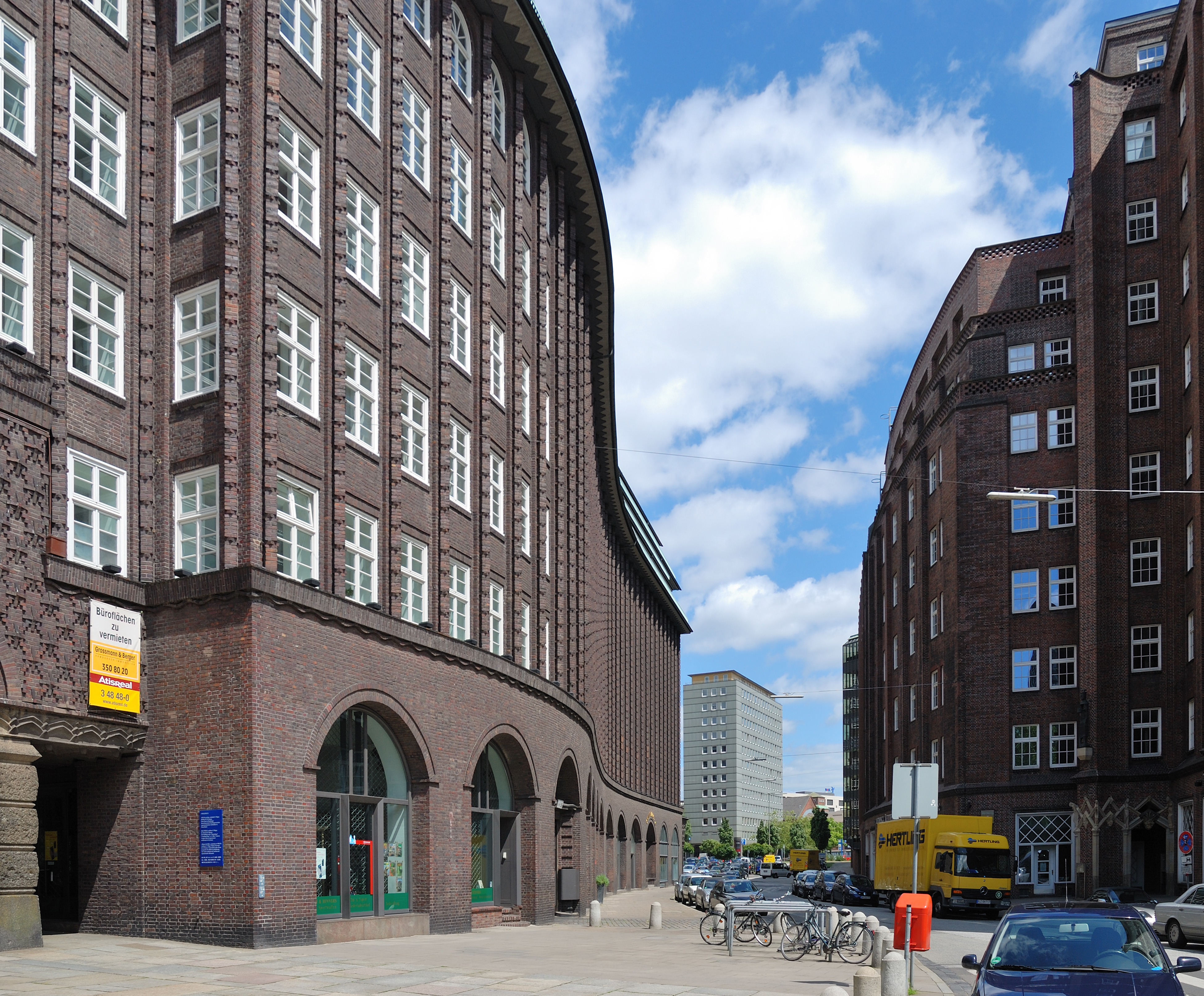
Fachada curva
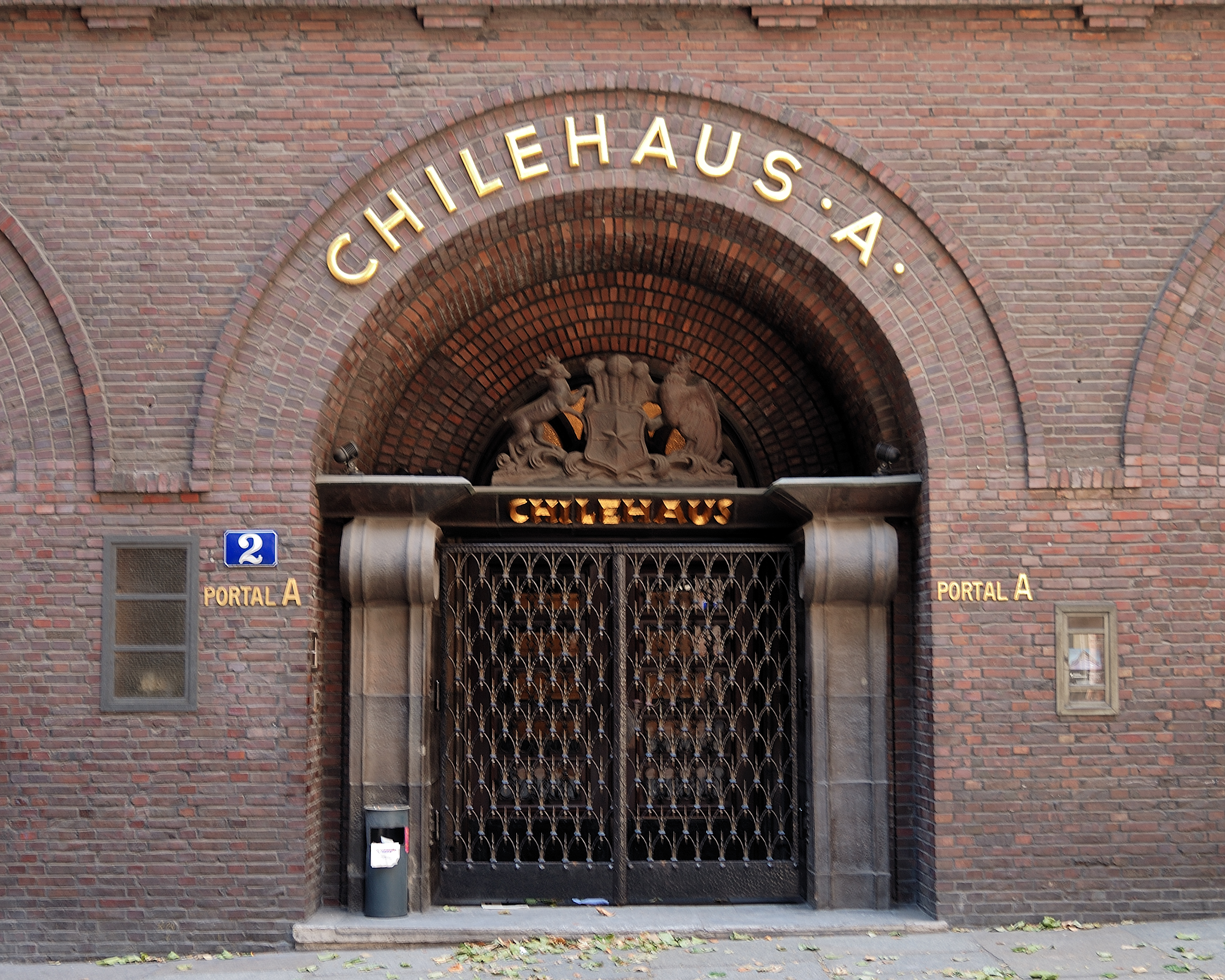
Escudo nacional chileno como ornamentação.
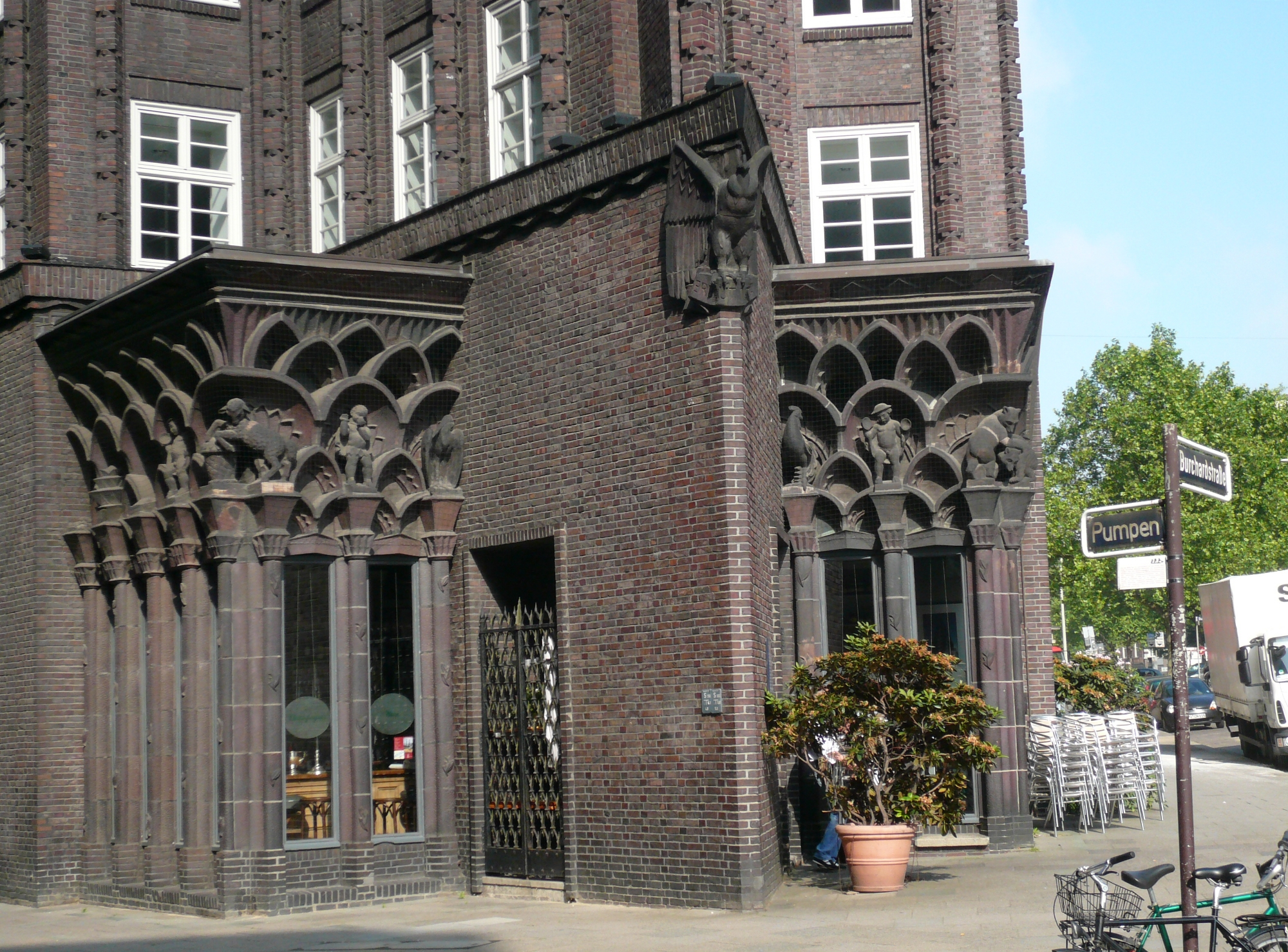
Ornamentação da entrada
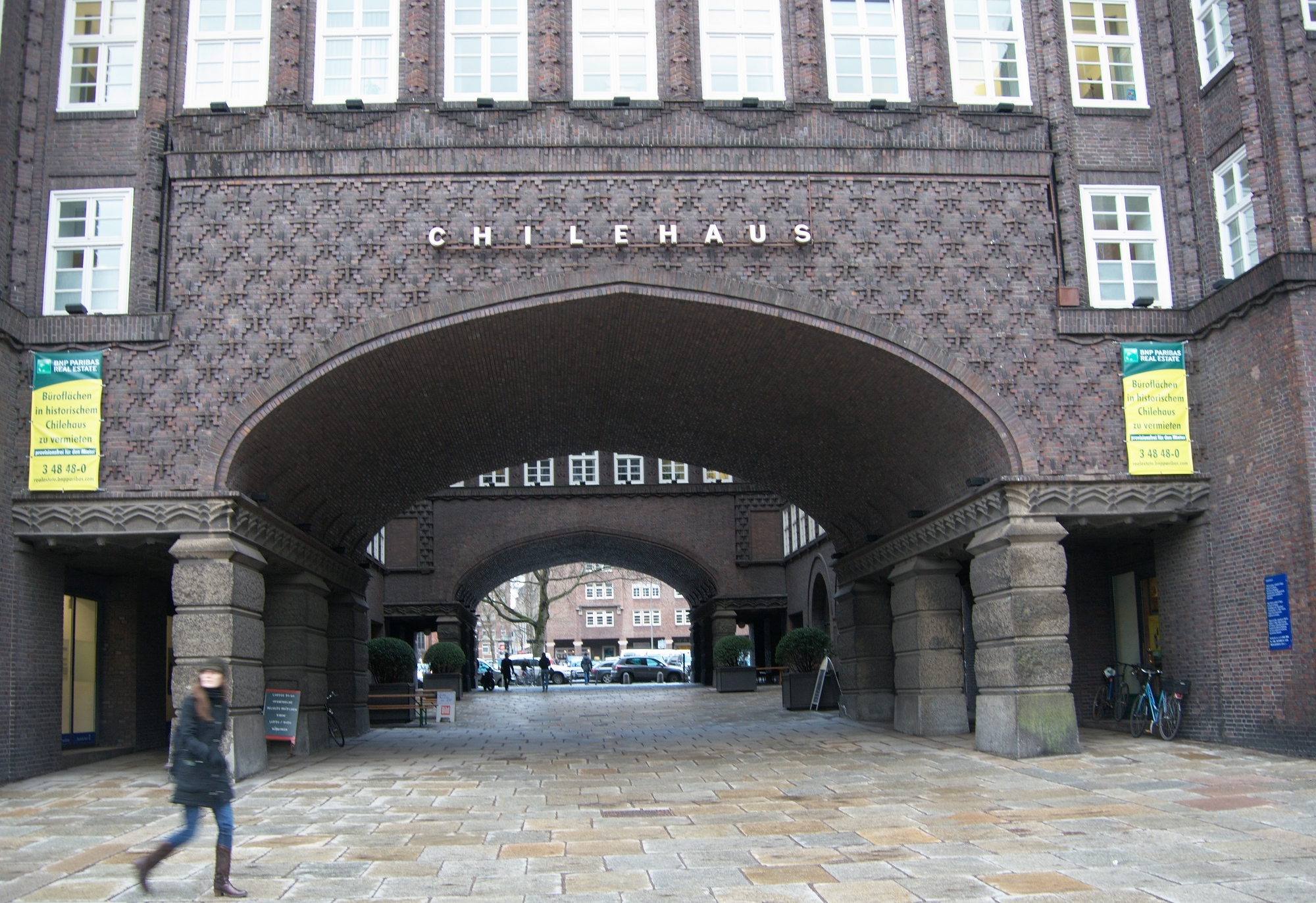
Paisagem interior
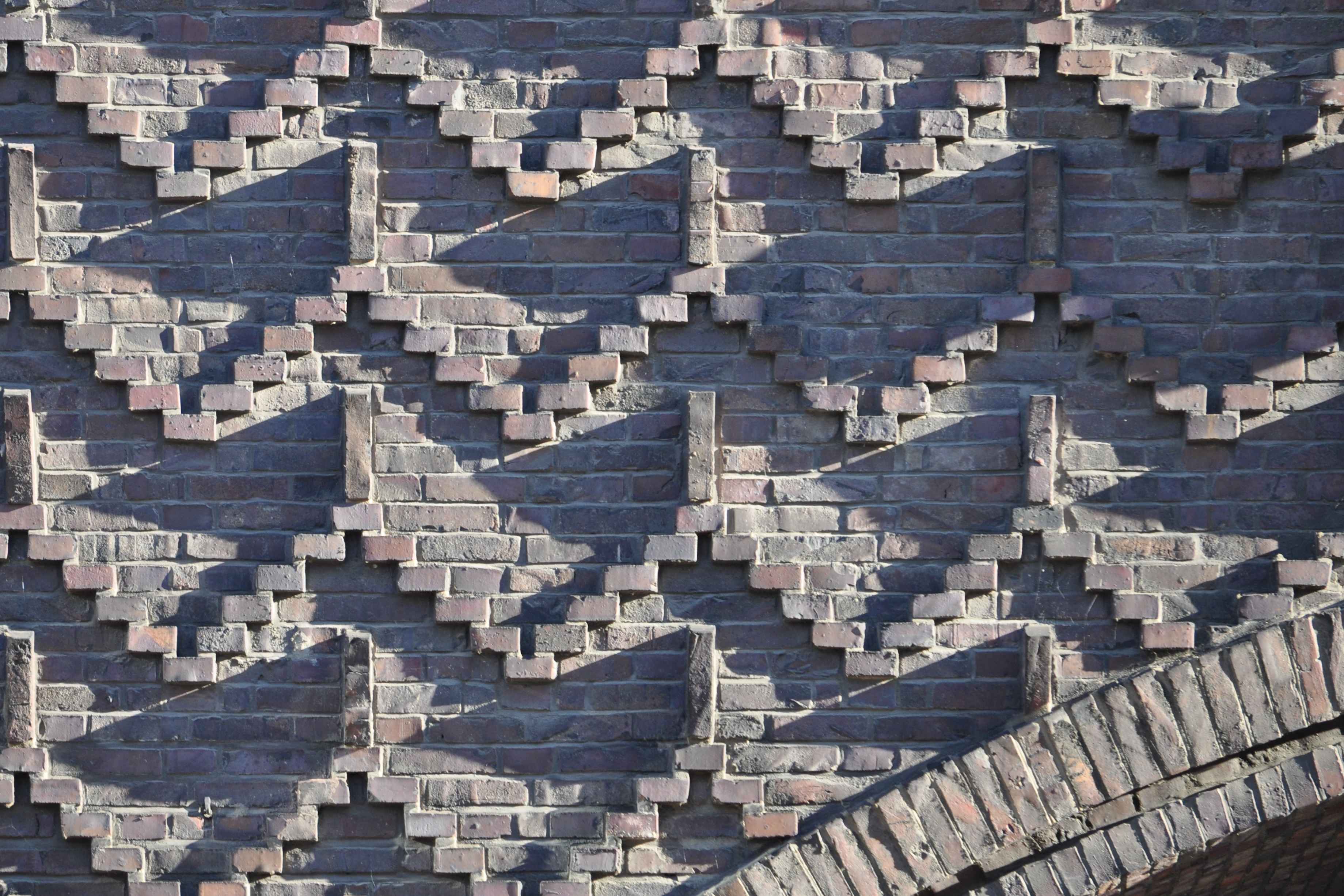
Decoração em ladrilho